# سل (سلة)
السلّ أو الخُرْج هو سلة أو حقيبة أو صندوق أو وعاء مشابه، تُحمَل في أزواج إما متدلية على ظهر دابّة، أو متصلة بجوانب دراجة هوائية أو دراجة نارية.